# Haşim Tankut
Haşim Tankut (Istanbul, 1931) è un ex cestista, nuotatore e pallanuotista turco.
È il fratello di Tevfik Tankut.

## Carriera
Con la Turchia ha disputato i Campionati europei del 1949.